# Nicolas Righetti
Nicolas Righetti, né le 16 avril 1967 à Genève, est un photographe suisse, connu pour ses séries documentaires consacrées à des régimes autoritaires tels que la Corée du Nord, la Biélorussie, la Transnistrie, le Turkménistan, ou la Syrie de Bachar El-Assad.

## Biographie
Nicolas Righetti a étudié à l’Institut d’études sociales et à l’École supérieure d’art visuel de Genève en section cinéma. En tant que photographe, il a travaillé pour des médias comme La Tribune de Genève, Construire ou L’Hebdo.
Il développe son travail photographique personnel au cours de voyages, particulièrement en Asie, où il produit des reportages photo sur le Laos, Bali, la Chine et la Mongolie. Parmi ses travaux remarqués figurent ses reportages sur la Corée du Nord, qu’il visite à quatre reprises de 1998 à 2001.
Son reportage photographique consacré au président de Syrie Bachar El-Assad est exposé aux Journées photographiques de Bienne en 2012.
Nicolas Righetti déclare dans un entretien de 2020 son intérêt pour les « zones grises » et pour la mise en scène du pouvoir.

## Prix et récompenses
- 2004 : Prix Swiss Press Photo, 1er prix de la catégorie internationale (de sa série sur la Corée du Nord).
- 2007 : World Press Photo Award, 1er prix de la catégorie « Portrait, Story », pour une photographie représentant un buste de Saparmurat Niyazov (de sa série sur le Turkménistan)[4].
- 2012 : Prix Nicolas-Bouvier du Journalisme, catégorie photo, décerné par le Club suisse de la presse.

## Publications
- Last Paradise. North Korea, éditions Olizane, Genève, et éd. Umbrage, New York, 2003.
- Love me Turkmenistan, éditions Labor et Fides, Genève, et éd. Trolley, Londres, 2007.
- Calvin world : quarante portraits sur cinq continents, éditions Labor et Fides, Genève, 2009.
- Nicolas Righetti, L’Avenir en rose, éditions Work Is Progress, Paris, 2012.
- Nicolas Righetti, Sylvain Tesson (préface), Transnistrie : Un pays qui n’existe pas, éditions Favre, 2014.
- Nicolas Righetti, Visites guidées : Muséum d’histoire naturelle de Genève, éditions Favre, 2017.
- Nicolas Righetti, Patrick Besson (préface), Biélorussie. Dreamland, éditions Favre, 2019[5]. Livre réalisé au cours de sept voyages effectués en trois ans[3].
- Nicolas Righetti, Superdoğan, textes de Joerg Bader, Kenan Görgün et Nicolas Righetti, Lausanne  - Paris, éditions Noir sur Blanc, 2023, 112 p.